# Syzygium meorianum
Syzygium meorianum är en myrtenväxtart som beskrevs av J.W.Dawson. Syzygium meorianum ingår i släktet Syzygium och familjen myrtenväxter. Inga underarter finns listade i Catalogue of Life.